# Mistrzostwa Świata w Lekkoatletyce 1983 – sztafeta 4 × 400 m mężczyzn
Sztafeta 4 × 400 metrów mężczyzn – jedna z konkurencji biegowych rozgrywanych podczas lekkoatletycznych mistrzostw świata na Stadionie Olimpijskim w Helsinkach.

## Terminarz
| Data        |            |
| ----------- | ---------- |
| 13 sierpnia | Eliminacje |
| 13 sierpnia | Półfinały  |
| 14 sierpnia | Finał      |

## Rekordy
|               | Zawodnicy                                                                   | Wynik   | Miejsce | Data                      |
| ------------- | --------------------------------------------------------------------------- | ------- | ------- | ------------------------- |
| Rekord świata | Stany Zjednoczone · (Vincent Matthews, Ron Freeman, Larry James, Lee Evans) | 2:56,16 | Meksyk  | 26 października 1968(dts) |

## Wyniki

### Eliminacje
Rozegrano trzy biegi eliminacyjne. Z każdego biegu cztery najlepsze sztafety automatycznie awansowały do półfinałów (Q). Skład półfinalistów uzupełniły cztery najszybsze zespoły spośród pozostałych (q).

### Bieg 1
| Poz. | Reprezentacja     | Zawodnicy                                                                    | Wynik   | Uwagi |
| ---- | ----------------- | ---------------------------------------------------------------------------- | ------- | ----- |
| 1    | Stany Zjednoczone | Alonzo Babers, Willie Smith, André Phillips, Mike Franks                     | 3:06,62 | Q     |
| 2    | RFN               | Martin Weppler, Jörg Vaihinger, Harald Schmid, Hartmut Weber                 | 3:07,50 | Q     |
| 3    | Włochy            | Stefano Malinverni, Donato Sabia, Mauro Zuliani, Roberto Ribaud              | 3:07,90 | Q     |
| 4    | Brazylia          | Antônio Dias Ferreira, Agberto Guimarães, José Luíz Barbosa, Gérson de Souza | 3:08,25 | Q     |
| 5    | Szwecja           | Tommy Johansson, Eric Josjö, Sven Nylander, Per-Erik Olsson                  | 3:08,33 | q     |
| 6    | Kanada            | Mark Guthrie, Douglas Hinds, Tim Bethune, Brian Saunders                     | 3:08,37 | q     |
| 7    | Jamajka           | Steve Griffiths, George Walcott, Devon Morris, Karl Smith                    | 3:09,06 |       |
| 8    | Finlandia         | Jari Niemelä, Mauri Siekkinen, Matti Rusanen, Hannu Mykrä                    | 3:09,23 |       |

### Bieg 2
| Poz. | Reprezentacja   | Zawodnicy                                                                  | Wynik   | Uwagi |
| ---- | --------------- | -------------------------------------------------------------------------- | ------- | ----- |
| 1    | Węgry           | Gusztáv Menczer, Sándor Újhelyi, István Takács, Sándor Vasvári             | 3:09,95 | Q     |
| 2    | ZSRR            | Wiktor Markin, Siergiej Łowaczow, Aleksandr Troszcziło, Nikołaj Czerniecki | 3:10,16 | Q     |
| 3    | Wielka Brytania | Kriss Akabusi, Garry Cook, Todd Bennett, Phil Brown                        | 3:10,19 | Q     |
| 4    | Senegal         | Amadou Dia Ba, Moussa Fall, Babacar Niang, Boubacar Diallo                 | 3:10,90 | Q     |
| 5    | Australia       | Bruce Frayne, Gary Minihan, Paul Gilbert, Darren Clark                     | 3:11,62 |       |
| –    | Bahamy          |                                                                            | DNS     |       |
| –    | Ghana           |                                                                            | DNS     |       |

### Bieg 3
| Poz. | Reprezentacja            | Zawodnicy                                                                      | Wynik   | Uwagi |
| ---- | ------------------------ | ------------------------------------------------------------------------------ | ------- | ----- |
| 1    | Francja                  | Jacques Fellice, Yann Quentrec, Hector Llatser, Aldo Cant                      | 3:06,99 | Q     |
| 2    | Czechosłowacja           | Miroslav Zahořák, Petr Břečka, Dušan Malovec, Ján Tomko                        | 3:07,03 | Q     |
| 3    | Polska                   | Ryszard Wichrowski, Ryszard Szparak, Andrzej Stępień, Ryszard Podlas           | 3:07,18 | Q     |
| 4    | Japonia                  | Kazunori Asaba, Tomoharu Isobe, Hirofumi Koike, Susumu Takano                  | 3:07,23 | Q     |
| 5    | Hiszpania                | Juan José Prado, Antonio Sánchez, Carlos Azulay, Ángel Heras                   | 3:07,42 | q     |
| 6    | Kenia                    | Elijah Bitok, John Anzrah, James Atuti, Juma Ndiwa                             | 3:07,48 | q     |
| 7    | Wybrzeże Kości Słoniowej | Georges Kablan Degnan, René Djédjémel Mélédjé, Avognan Nogboun, Gabriel Tiacoh | 3:09,23 |       |
| –    | Uganda                   | John Goville, Mike Okot, Charles Mbazira, Moses Kyeswa                         | DQ      |       |

### Półfinały
Rozegrano dwa biegi półfinałowe. Z każdego biegu cztery najlepsze sztafety awansowały do finału (Q).

### Bieg 1
| Poz. | Reprezentacja     | Zawodnicy                                                            | Wynik   | Uwagi |
| ---- | ----------------- | -------------------------------------------------------------------- | ------- | ----- |
| 1    | Stany Zjednoczone | Alonzo Babers, Sunder Nix, Willie Smith, Edwin Moses                 | 3:02,13 | Q     |
| 2    | RFN               | Erwin Skamrahl, Jörg Vaihinger, Edgar Nakladal, Harald Schmid        | 3:04,96 | Q     |
| 3    | Polska            | Ryszard Wichrowski, Ryszard Szparak, Andrzej Stępień, Ryszard Podlas | 3:05,51 | Q     |
| 4    | Włochy            | Stefano Malinverni, Donato Sabia, Mauro Zuliani, Roberto Ribaud      | 3:05,70 | Q     |
| 5    | Japonia           | Kazunori Asaba, Tomoharu Isobe, Hirofumi Koike, Susumu Takano        | 3:07,11 |       |
| 6    | Kanada            | Brian Saunders, Douglas Hinds, Ian Newhouse, Tim Bethune             | 3:08,37 |       |
| 7    | Senegal           | Moussa Fall, Babacar Niang, Mathurin Barry, Amadou Dia Ba            | 3:09,63 |       |
| 8    | Węgry             | Gusztáv Menczer, Sándor Újhelyi, István Takács, Sándor Vasvári       | 3:11,08 |       |

### Bieg 2
| Poz. | Reprezentacja   | Zawodnicy                                                                    | Wynik    | Uwagi |
| ---- | --------------- | ---------------------------------------------------------------------------- | -------- | ----- |
| 1    | ZSRR            | Siergiej Łowaczow, Aleksandr Troszcziło, Nikołaj Czerniecki, Wiktor Markin   | 3:03,75  | Q     |
| 2    | Wielka Brytania | Kriss Akabusi, Garry Cook, Todd Bennett, Phil Brown                          | 3:04,19  | Q     |
| 3    | Czechosłowacja  | Miroslav Zahořák, Petr Břečka, Dušan Malovec, Ján Tomko                      | 3:04,323 | Q     |
| 4    | Szwecja         | Tommy Johansson, Eric Josjö, Sven Nylander, Per-Erik Olsson                  | 3:04,32  | Q     |
| 5    | Brazylia        | Antônio Dias Ferreira, Agberto Guimarães, José Luíz Barbosa, Gérson de Souza | 3:04,46  |       |
| 6    | Francja         | Jacques Fellice, Yann Quentrec, Hector Llatser, Aldo Cant                    | 3:05,09  |       |
| 7    | Kenia           | David Kitur, John Anzrah, James Atuti, James Maina Boi                       | 3:05,30  |       |
| 8    | Hiszpania       | Juan José Prado, Antonio Sánchez, Carlos Azulay, Ángel Heras                 | 3:09,68  |       |

### Finał
| Poz. | Reprezentacja     | Zawodnicy                                                                  | Wynik   | Uwagi |
| ---- | ----------------- | -------------------------------------------------------------------------- | ------- | ----- |
| 1    | ZSRR              | Siergiej Łowaczow, Aleksandr Troszcziło, Nikołaj Czerniecki, Wiktor Markin | 3:00,79 | [ 2 ] |
| 2    | RFN               | Erwin Skamrahl, Jörg Vaihinger, Harald Schmid, Hartmut Weber               | 3:01,83 |       |
| 3    | Wielka Brytania   | Ainsley Bennett, Garry Cook, Todd Bennett, Phil Brown                      | 3:03,53 |       |
| 4    | Czechosłowacja    | Miroslav Zahořák, Petr Břečka, Dušan Malovec, Ján Tomko                    | 3:03,90 |       |
| 5    | Włochy            | Stefano Malinverni, Donato Sabia, Mauro Zuliani, Roberto Ribaud            | 3:05,10 |       |
| 6    | Stany Zjednoczone | Alonzo Babers, Sunder Nix, Willie Smith, Edwin Moses                       | 3:05,29 |       |
| 7    | Szwecja           | Tommy Johansson, Eric Josjö, Per-Erik Olsson, Ulf Sedlacek                 | 3:08,57 |       |
| 8    | Polska            | Ryszard Wichrowski, Ryszard Szparak, Andrzej Stępień, Ryszard Podlas       | DNF     |       |